# Wad Madani
Wad Madani of Wad Medani (Arabisch: ودمدني) is een stad in het oosten van Centraal-Soedan en is de hoofdplaats van de staat Al-Jazirah (Gezira). De stad ligt op de westelijke oever van de Blauwe Nijl, op de plek waar de Rahad instroomt.
De stad telde in 2009 volgens een grove schatting 370.000 inwoners. Bij de laatste volkstelling van 1993 waren dit er nog 211.362. Wad Madani bestaat met name uit woongebieden en heeft een groot aantal hotels, gericht op de vele bruidsparen uit Khartoem die hier hun huwelijksreis naartoe maken. De stad is relatief welvarend, hetgeen ook valt af te lezen aan de huizen rond de centrale markt en langs de oever van de Blauwe Nijl.

## Geschiedenis
Wad Madani werd in 1821 gesticht als een kleine Egyptisch-Ottomaanse buitenpost, vanwaaruit het Sultanaat van Sennar werd veroverd. In 1911 werd in de buurt van de plaats begonnen met de verbouw van katoen. Twee jaar later werd besloten tot de aanleg van de Sennardam, die in 1926 werd voltooid.
Nadat de Geziravlakte in 1925 door de Britten was aangewezen als gebied voor het Geziraproject, een groot irrigatieproject om de economische ontwikkeling van het gebied te stimuleren, groeide de plaats in rap tempo uit tot een grote stad.

## Economie en vervoer
De economie is gecentreerd rond de landbouw in de Geziravlakte. Het vormt een centrum voor de lokale handel in tarwe, pinda's, gerst en vee en bevindt zich in een van de Geziravlakte (Jazirahvlakte), een van de grootste irrigatiegebieden ter wereld, waar veel katoen wordt verbouwd. In de stad staat dan ook het hoofdkantoor van de Soedanese irrigatiedienst. De stad heeft een levendig handelscentrum met veel soeks. Ook de Universiteit van Al-Jazirah (geopend in 1977) staat in de stad.
Wad Madani ligt op ongeveer 135 kilometer ten zuidoosten van de hoofdstad Khartoem, waarmee het door spoor is verbonden. Tevens ligt het aan de weg naar Kassala. Bij de stad ligt de luchthaven Wad Madani.
| 1956   | 1973    | 1983    | 1993    |
| ------ | ------- | ------- | ------- |
| 52.400 | 106.715 | 141.065 | 211.362 |

## Geboren
- Abdel Aziz El Mubarak (1951), Soedanees zanger

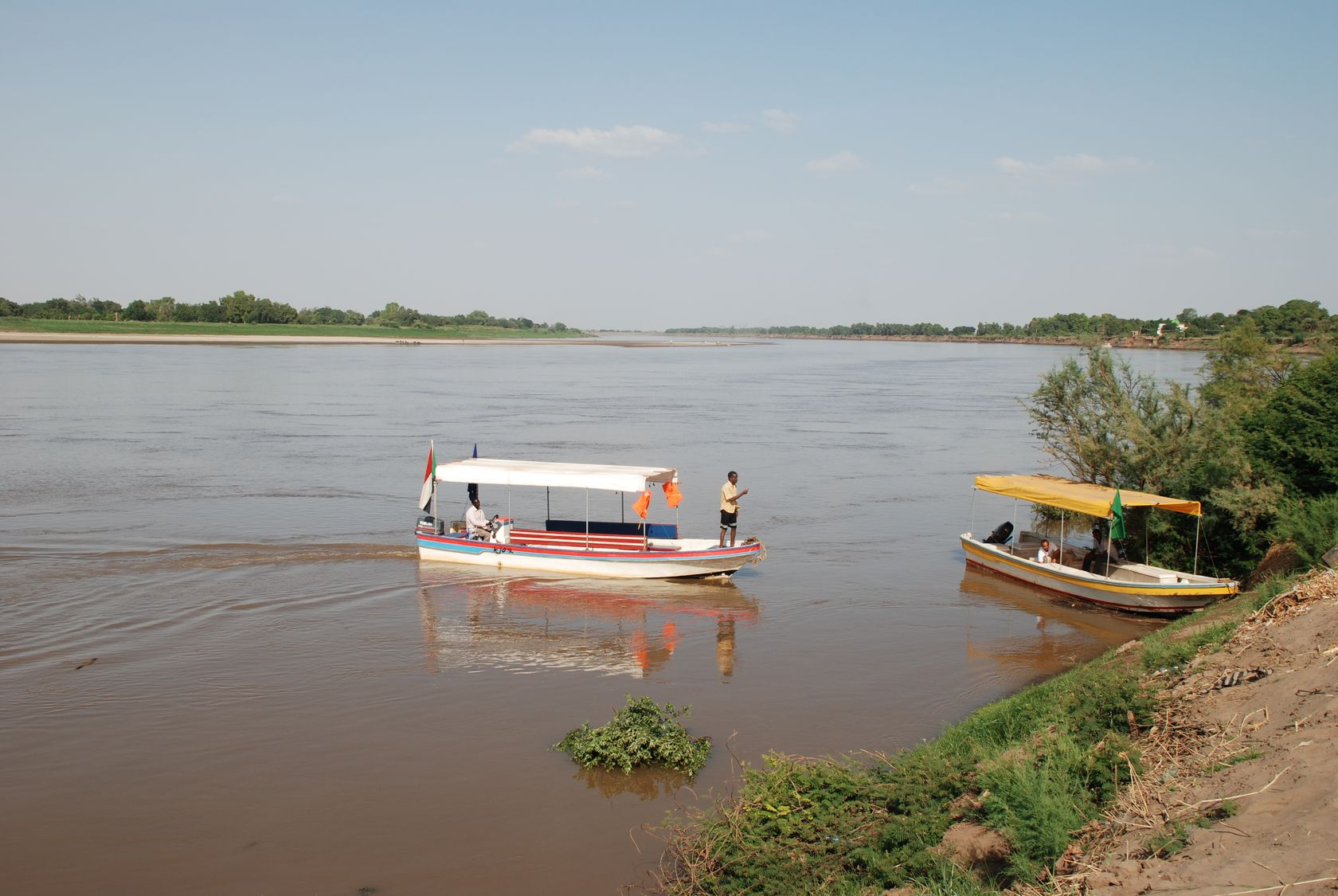
Toeristische boten op de Blauwe Nijl
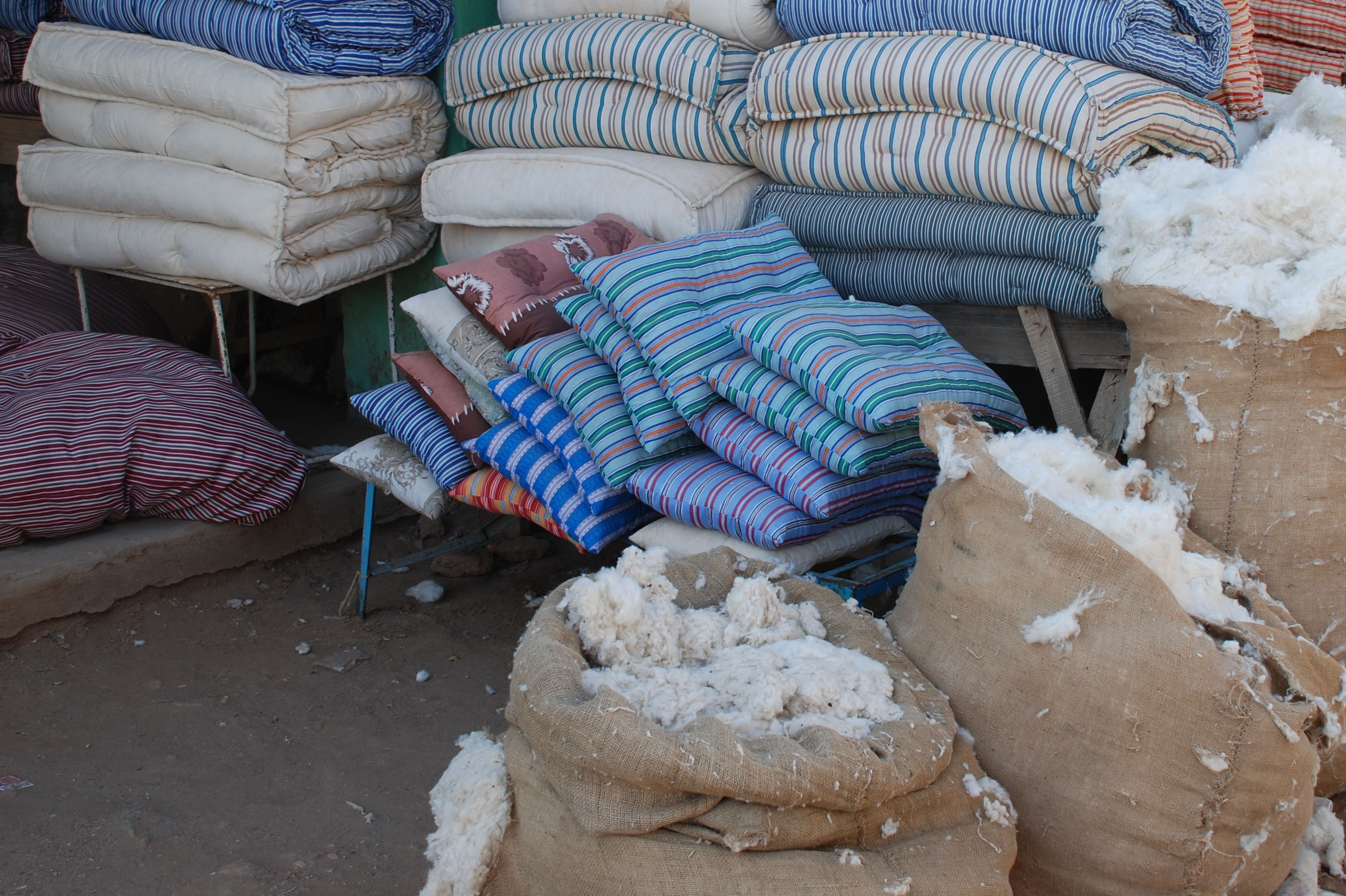
Katoenproducten op de markt in Wad Madani